# Паневропейска идентичност
Паневропейската идентичност се отнася до чувството за лична идентификация с Европа. Най-конкретен пример за пан-европеизъм е Европейският съюз (ЕС). „Европа“ често се използва като синоним на ЕС. Над 500 милиона европейци са граждани на ЕС, но въпреки това, много народи, които не са част от него, имат големи части от населението си, които се самоопределят като европейци, а също така използват и собствената си националност. Тези страни обикновено са част от стария Съвет на Европа и имат стремежи за членство в ЕС. „Пан-европейското“ често е в контраст с националното.
Сродния термин „европеизъм“ се отнася до твърдението, че хората в Европа имат отличителен набор от политически, икономически и социални норми и ценности, които водят до бавното намаляване и подмяна на съществуващите вече национални или държавни базирани норми и ценности.
Исторически погледнато, европейската култура не е довела до създаването на геополитическа цялост. Предпоставки за създаването на една широка, колективна идентичност всъщност са политическите и държавни образувания. Днес европейската интеграция съществува съвместно с националната принадлежност и националния патриотизъм.
Жизненоважна цел за развитието на европейската идентичност е преследването за създаване на политически, икономически и военно обединена Европа. Осъществяването ѝ би довело до поддържане на общи европейски ценности, но също така и до укрепване на наднационалните демократични и социални институции на Европейския съюз. Концепцията за обща европейска идентичност се възприема по-скоро като страничен продукт от основната цел на процеса на европейска интеграция.

## История
Чувството за европейска идентичност произлиза от идеята за общ европейски исторически разказ. Именно той е източник на едни от най-фундаменталните европейски ценности. Обикновено „обща история“ включва комбинация от исторята на Древна Гърция и Древен Рим, феодализма на Средновековието, Ренесанса, епохата на Просвещението, класическия либерализъм на XIX век, християнството, секуларизма, колониализма и световните войни.
Европейската идентичност бива насърчавана от Европейската комисия и Генералната дирекция за образование и култура. Те подпомагат тази идеология чрез финансиране на образователни програми за обмен, чрез обновяване на ключови исторически обекти, както и чрез насърчаване и поощряване на политическата интеграция.

## Популярна култура
Примерите за съвременна пан-европейска култура са ограничени до някои форми на популярната култура:
Евровизия е един от най-старите елементи на пан-европейска идентичност в популярната култура. Музикалният конкурс привлича огромна аудитория и широко медийно отразяване всяка година. Той не се управлява от ЕС, а от Европейски съюз за радио и телевизия. Достъпен е и за някои неевропейски страни, които са членове на ЕСРТ. Някои от източноевропейските политици взимат конкурса по-сериозно, тъй като възприемат участието на страната си като знак за принадлежност към Европа, а някои дори го считат като предварителна стъпка за присъединяване към ЕС.
Преднамерените опити обаче да се използва популярната култура, за да се насърчи идентификацията с ЕС понякога са противоречиви. През 1997 г. Европейската комисия разпространява комикс озаглавен „The Raspberry Ice Cream War“, насочена към децата в училище. Офисът на ЕС в Лондон отказва да разпространи комикса във Великобритания поради очаквано притеснение относно това как би бил възприет от обществото.
„Капитан Евро“, анимационен супергерой – талисман на Европа, е разработен през 1990 г. от стратега Николас де Сантис в подкрепа на еврото. През 2014 г. в Лондон Gold Mercury International стартира център на ЕС на марката с цел разрешаване на кризата на идентичността на Европа и създаването на силна „марка“ на Европа.

## Спорт
Почти всички спортове в Европа се организират на национално ниво. „Европейските отбори“ са рядкост. Ryder Cup е пример за турнир, в който Европа се изправя срещу САЩ в голф надпревара. Съществуват предложения за създаване на Европейски олимпийски отбор, който да разруши съществуващата организация от национални олимпийски комитети. През 2008 Романо Проди, председател на Европейската комисия, предлага на отборите участващи в Летните олимпийски игри да носят знамето на ЕС, заедно с националното си знаме – предложение, което разгневява евроскептиците. Според проучванията само 5% от анкетираните смятат, че това би ги накарало да се чувстват повече „европейски граждани“.
Националните отбори участват в международни състезания, организирани от международни спортни федерации, които често имат европейска точка. Това води до по-йерархична система от спортни събития: национални, европейски и глобални. В някои случаи конкурсът има повече „пан-европейски“ характер.
Футбол – най-популярният спорт в Европа – се организира в световен мащаб от ФИФА, и в Европа от УЕФА. Наред с традиционната национална/ международна надпревара, надпреварата между големите отбори на пан-европейско ниво става все още по-важна. (Националното класиране е необходимо за участие в Шампионската лига и Лига Европа). Супер клубове като Реал Мадрид, ФК Барселона, Байерн Мюнхен, Ливърпул, Арсенал, Манчестър Юнайтед, Милан, Ювентус, Интер са известни в цяла Европа, и се разглеждат като взаимно конкуренти в европейските турнири на УЕФА. (Основните клубове вече са големи предприятия, сами по себе си, разширили се извън националното осигуряване).

## Символи
Следните символи се използват главно от Европейския съюз и Съвета на Европа:
- Европейското знаме – официално се използва от ЕС и Съвета на Европа, заедно с другите вътрешно-европейски институции.
- Химн, „Одата на радостта“ – химн за всички членове на Съвета на Европа и на ЕС.
- Денят на Европа – (9 май)
- Единна валута – „Евро“ – еврото е било прието от някои страни извън ЕС, но не и от всички страни-членки на ЕС. Към 2014 г. 18 от 28 държави членки са приели еврото за своя официална валута. Повечето членове на ЕС могат да приемат еврото, когато икономиките им отговарят на критериите. Въпреки покритите критерии обаче Обединеното кралство и Дания имат договори за неучастие.
- Свидетелства за управление на МПС споделят един общ дизайн от 1980 – 2013
- Страните-членки на ЕС използват общ модел на паспорт, цвят бордо с името на държавата членка, герб и титлата „Европейски съюз“.
- Европейската здравноосигурителна карта е валидна във всички страни-членки на ЕС за тези, които са здравноосигурени в страната си.
- Шенгенското пространство позволява на гражданите от държавите членки подписването да пътуват без нужда от паспорт една до друга.
- Други: Erasmus – академична програма, Европейски регистрационни номера и т.н